# Peugeot Bébé
O Peugeot Bébé ou Bebê, foi o nome comercial atribuído a um pequeno modelo de baixo custo da Peugeot fabricado entre 1905 e 1916. Esses veículos eram conhecidos internamente com as designações técnicas: Tipo 69 e Tipo BP1.

## O Tipo 69

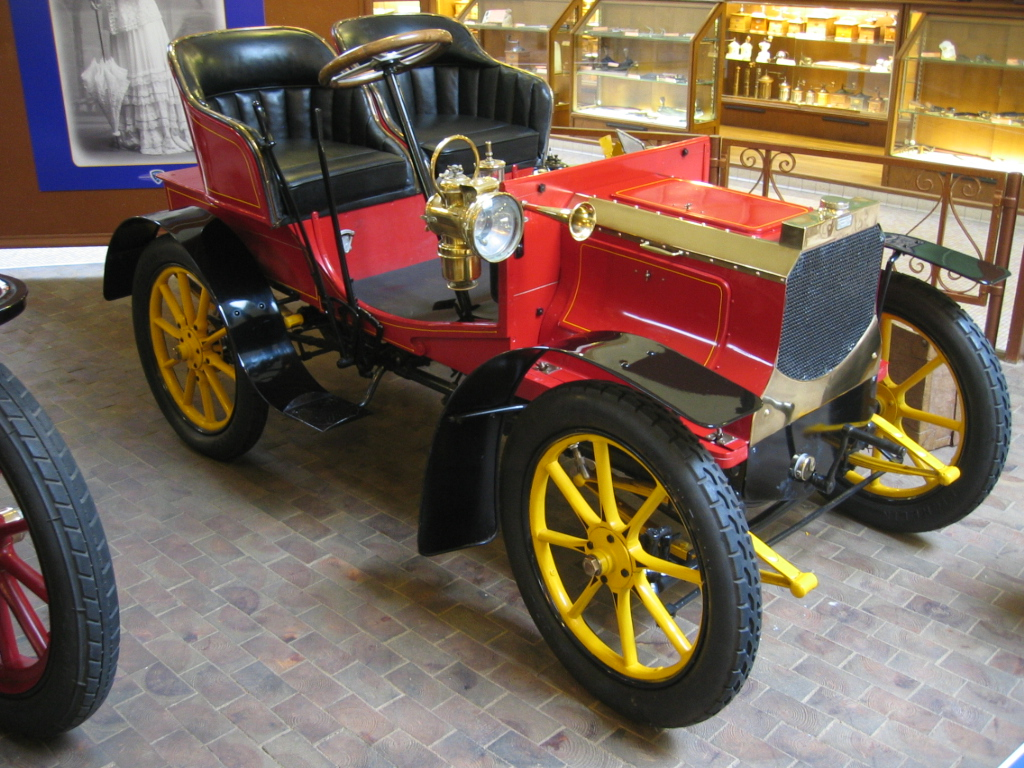
Um Peugeot Bébé Tipo 69 - 1905.

O modelo Bébé foi apresentado no Paris Motor Show de 1904, e "roubou" as atenções, como uma criação moderna e robusta que no entanto era também barata, pequena e prática. Pesando apenas 350 kg e tendo 2,7 m de comprimento permitiam que seu pequeno motor pudesse levá-lo a velocidades pouco além de 40 km/h, um excelente desempenho para a época. Além disso, o preço de venda era mantido tão baixo quanto possível, tecnologias como direção por cremalheira e transmissão por eixo cardã em vez de corrente dentada eram oferecidas nesse novo veículo. A produção começou em Audincourt em 1905, e o carro se tornou bem popular. Foram vendidas 400 unidades do Bébé no primeiro ano, representando 80% da produção da Peugeot. Ele também foi exportado, especialmente para o Reino Unido. O Tipo 69, só foi comercializado durante o ano de 1905.

## O Tipo BP1

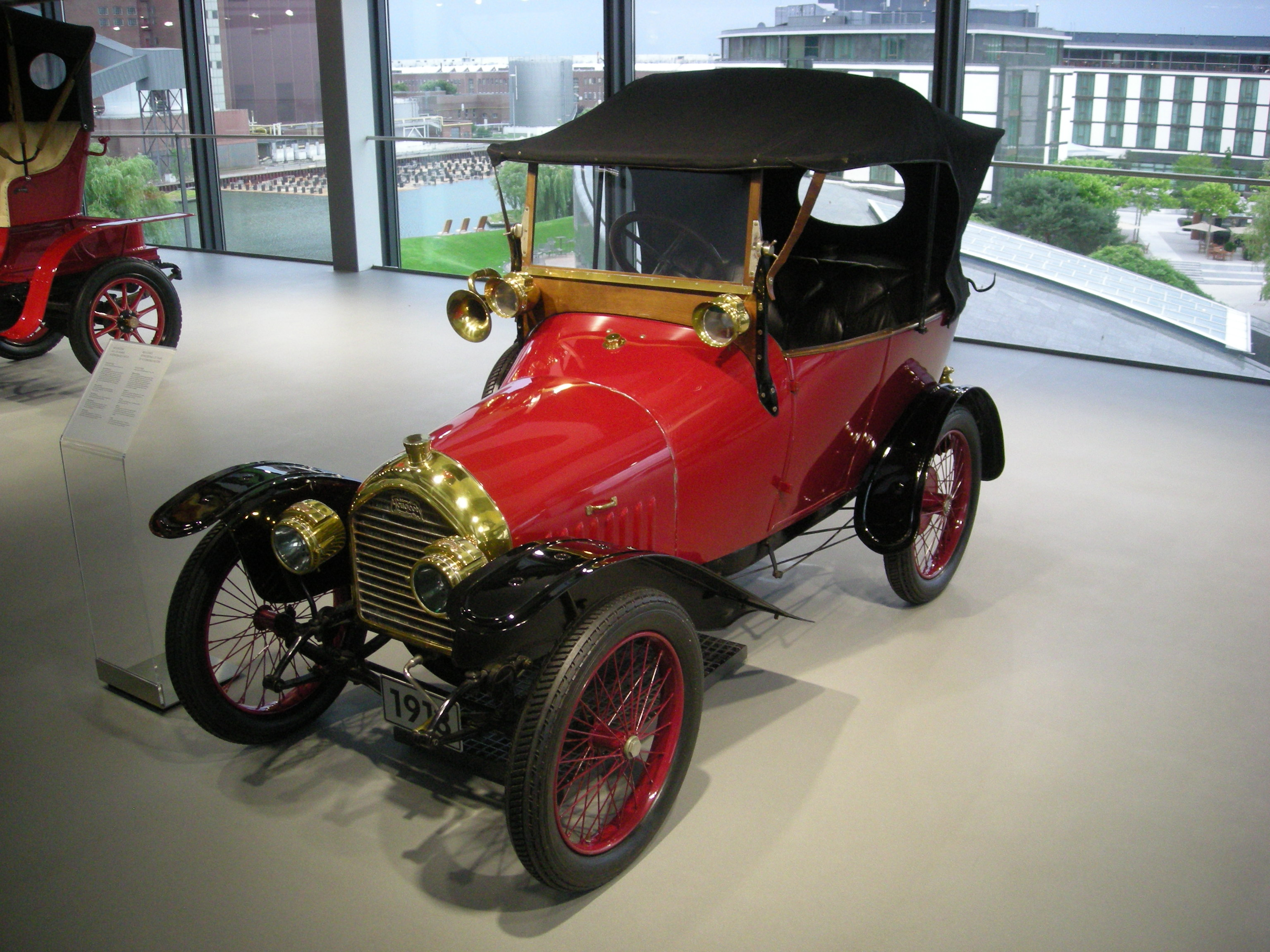
Um Peugeot Bébé Tipo BP1 - 1913.

A variante Tipo BP1 do Bébé foi um projeto de Ettore Bugatti de 1911, inicialmente desenvolvido para a fábrica de automóveis alemã Wanderer que foi produzido sob licença pela Peugeot para o mercado francês. A Peugeot exibiu esse modelo sob sua marca no Paris Motor Show de 1912. A produção teve início em 1913, um bom tempo depois do encerramento da produção do Tipo 69. A Wanderer construia o seu carro usando o câmbio de 4 velocidades de Bugatti, mas para manter o preço baixo no mercado francês, a Peugeot utilizava um câmbio de apenas duas marchas no início, e mais tarde o substituiu por um de três marchas de desenho próprio. O motor, também era um projeto da própria Peugeot, de quatro cilindros em linha, que produzia 10 hp a 2.000 rpm, o que permitia ao pequeno carro alcançar velocidades de até 60 km/h. O peso também era baixo, com apenas 350 kg mesmo tendo largura suficiente para carregar duas pessoas lado a lado. O Bébé obteve sucesso em algumas corridas para carros pequenos, em especial na corrida de Mont Ventoux em 1913 quando venceu em sua categoria.
Esse modelo foi comercializado até 1916. Os anúncios alardeavam suas qualidades como um produto econômico, num dos casos destacando a comparação com transportes mais convencionais, como por exemplo, um veterinário na área rural precisando cobrir cerca de 40 km por dia, para quem um "Bébé" substituiria uma parelha de cavalos, custando menos que apenas um deles.
Com um total de 3.095 unidades produzidas, e apesar das condições econômicas severas impostas pela guerra, o Bébé desenhado por Bugatti foi o primeiro Peugeot de produção a quebrar a barreira das 3.000 unidades.

## Produção
A produção total dos "Peugeot Bébé" foi de 3.495, sendo que o Tipo 69 foi produzido apenas em 1905 e o Tipo Bp1 entre 1913 e 1916.
| Modelo   | Ano       | Produção |
| -------- | --------- | -------- |
| Tipo 69  | 1905      | 400      |
| Tipo BP1 | 1913–1916 | 3.095    |